# Aeroportul Internațional Astor Piazzolla
Aeroportul Internațional Astor Piazzolla (IATA: MDQ, ICAO: SAZM) este un aeroport din General Pueyrredón Partido⁠(d), Buenos Aires, Argentina ce deservește zona Mar del Plata. Aeroportul a fost tranzitat în decembrie 2022 de 24.372 de pasageri. A fost numit după Astor Piazzolla.
Situat la o altitudine de 21 m, aeroportul dispune de o singură pistă. Este operat de Aeropuertos Argentina⁠(d).